# Kohaihai (rivière)
La rivière Kohaihai  (anglais : Kohaihai River) est  une rivière du nord-ouest de l’Île du Sud de la Nouvelle-Zélande dans la région de Tasman. 

## Géographie
Elle s’écoule vers le sud-ouest, puis vers l’ouest à partir de la chaîne de Dommett Range, la rivière se trouve sur toute sa longueur dans le parc national de Kahurangi. L’embouchure de la rivière marque l’extrémité sud-ouest du chemin de randonnée de Heaphy Track (en) et le terminus nord du réseau routier de la West Coast. La ville la plus proche est Karamea.